# 米高·基南

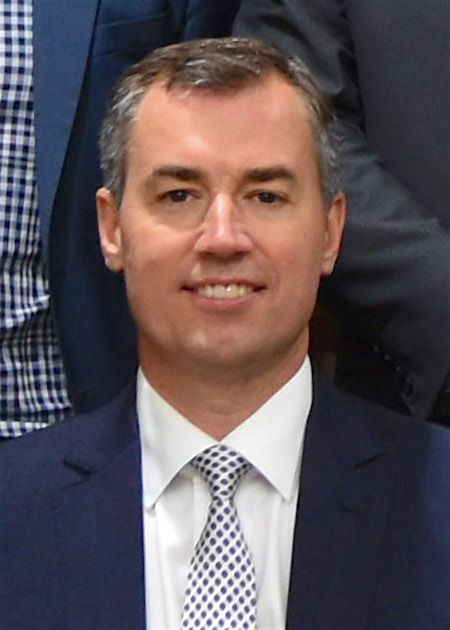
米高·基南 (2017)

米高·基南（英語：Michael Keenan，1972年3月19日—）是一位澳洲前政治人物，他的黨籍是澳洲自由黨。自2004年至2019年，他是史特靈選區選出的澳大利亞眾議院的議員。他在2014年上任澳洲司法部長，2017年改任人民服務兼電子轉型部長，2019年卸任。